# 霍爾巴西夫
49°24′45″N 27°32′55″E / 49.41250°N 27.54861°E
霍爾巴西夫（烏克蘭語：Горбасів）是位於烏克蘭西部的村莊，由赫梅利尼茨基州裡赫梅利尼茨基區的萊蒂奇夫市鎮負責管轄。該村始建於1494年，面積1.81平方公里，海拔高度270米，2001年人口482，人口密度每平方公里266人。